# Toshihiro Uchida
Toshihiro Uchida (内田 利広 Uchida Toshihiro?,  nacido el 12 de agosto de 1972 en Nagasaki) es un exfutbolista japonés. Jugaba de centrocampista y su último club fue el Cerezo Osaka de Japón.

## Trayectoria

### Clubes
| Club                 | País  | Año         |
| -------------------- | ----- | ----------- |
| Nagoya Grampus Eight | Japón | 1995 - 1996 |
| Cerezo Osaka         | Japón | 1997 - 2000 |

## Palmarés

### Títulos nacionales
| Título             | Club                 | País  | Año  |
| ------------------ | -------------------- | ----- | ---- |
| Copa del Emperador | Nagoya Grampus Eight | Japón | 1995 |